# 洪常
洪常（1414年—？），字子經，號石田，浙江寧波府鄞縣人，民籍。明朝政治人物。進士出身。

## 生平
博学强记，家贫，尝从人借书，一覧便尽。正统九年甲子科浙江鄉試第二十五名。正統十三年（1448年）戊辰科會試第六十二名，殿試登進士第三甲第四十名。授兵部主事。会土木堡之变，于谦进尚书，一时军事棼错，尽以相属，于谦每次入朝，洪常辄具笔札以从，事至，且语且疏，即不具草稿而立即呈上。稍迁至郎中。英宗复辟，吏部指洪常为于谦党羽，皇上特别赦免。后马昂为尚书，值西陲多事，馬昂常常面陈部曺乏人，上顾问：洪常安在？以丁忧去对，即令起复，至部久之，疏荐常为本部侍郎，忌者弹劾馬昂私相所属，洪常遂请疾归里。萧然一室，以文章自命，晚年得所未见书，必手钞之。所著有《勉学録》、《石田稿》、《随笔考》、《文业考》及《选定六家文集》。

## 家族
曾祖洪和卿。祖父洪源。父亲洪初。